# Królewski Gambit Radomia
Królewski Gambit Radomia – tematyczny turniej szachowy, rozgrywany corocznie w Radomiu, w którym wszystkie partie rozpoczynają się przyjętym gambitem królewskim (1.e4 e5 2.f4 ef4) i rozgrywane są w tempie szachów szybkich.
Pomysłodawcą i patronem turnieju był w roku 1998 ówczesny Prezes Polskiego Związku Szachowego, Jacek Żemantowski. Pierwsza edycja odbyła się pod nazwą Ogólnopolski Turniej Szachowy o Puchar Prezesa PZSzach Jacka Żemantowskiego. Już od drugiej edycji impreza rozgrywana była w obsadzie międzynarodowej. W 2001 roku na prośbę J.Żemantowskiego zmieniono nazwę turnieju na Turniej Szachowy o Puchar Prezesa PZSzach. W tym samym roku gościem honorowym był wieloletni mistrz świata, Anatolij Karpow z Rosji, który rozegrał m.in. symultanę na 25 szachownicach. W 2003 roku, dla podkreślenia zasług pomysłodawcy imprezy, turniej po raz kolejny zmienił nazwę na Królewski Gambit Radomia im. Jacka Żemantowskiego i ta nazwa obowiązuje do dziś.
Z roku na rok turniej zyskuje na popularności i atrakcyjności m.in. dzięki udziałowi wielu znanych arcymistrzów i arcymistrzyń, w tym mistrzów Polski. Najsilniejszy z dotychczas rozegranych turniejów odbył się w roku 2007; średni ranking pierwszych dziesięciu zawodników z listy startowej wyniósł wówczas 2561 punktów. Z kolei w kolejnej edycji (2008) na starcie stanęło 11 arcymistrzów i 10 mistrzów międzynarodowych.

## Dotychczasowi zwycięzcy
| Lp. | Rok  | Mężczyźni          | Kobiety                      |
| --- | ---- | ------------------ | ---------------------------- |
| 1   | 1998 | Rafał Przedmojski  | Iweta Radziewicz             |
| 2   | 1999 | Orest Hrycak       | Iweta Radziewicz             |
| 3   | 2000 | Paweł Jaracz       | Anna Protaziuk               |
| 4   | 2001 | Paweł Jaracz       | Iweta Radziewicz             |
| 5   | 2002 | Orest Hrycak       | Monika Soćko                 |
| 6   | 2003 | Robert Kempiński   | Joanna Dworakowska           |
| 7   | 2004 | Bartosz Soćko      | Marta Zielińska              |
| 8   | 2005 | Bartłomiej Macieja | Monika Soćko                 |
| 9   | 2006 | Klaudiusz Urban    | Agnieszka Brustman           |
| 10  | 2007 | Bartłomiej Macieja | Joanna Dworakowska           |
| 11  | 2008 | Mateusz Bartel     | Joanna Dworakowska           |
| 12  | 2009 | Mateusz Bartel     | Joanna Dworakowska           |
| 13  | 2010 | Bartosz Soćko      | Monika Soćko                 |
| 14  | 2011 | Mateusz Bartel     | Joanna Dworakowska           |
| 15  | 2012 | Robert Kempiński   | Joanna Majdan-Gajewska       |
| 16  | 2013 | Grzegorz Gajewski  | Monika Soćko                 |
| 17  | 2014 | Bartosz Soćko      | Karina Szczepkowska-Horowska |
| 18  | 2015 | Mateusz Bartel     | Joanna Majdan-Gajewska       |
| 19  | 2016 | Mateusz Bartel     | Joanna Majdan-Gajewska       |
| 20  | 2017 | Mateusz Bartel     | Monika Soćko                 |
| 21  | 2018 | Mateusz Bartel     | Monika Soćko                 |